# Som surround
O som surround é uma técnica para enriquecer a qualidade de reprodução de som para com os ouvintes, através de uma fonte de áudio com canais independentes e adicionais de altifalante. A técnica recria um ambiente mais realista de áudio, presente nos sistemas de som de cinemas, teatros, entretenimento em casa, vídeos, jogos de computador, dentre outros.
Sua primeira aplicação foi nas salas de cinemas, que anteriormente possuíam somente três canais de som, localizados apenas em frente ao público: à esquerda, centro e à direita. O som surround adiciona um ou mais canais de altifalante, criando uma sensação de som proveniente de qualquer direção horizontal e em 360° sobre o ouvinte.
Atualmente existem vários formatos e técnicas baseados em som surround, variando em métodos de reprodução e gravação, juntamente com o número e o posicionamento de canais adicionais.

## Criando som surround
Existem diversos métodos para criar som surround. O mais simples consiste em colocar diversos alto-falantes em torno do ouvinte para reproduzir áudio vindo de direções diferentes. Outro método envolve o processamento de áudio usando métodos de localização psico-acústica para simular auscultadores de ouvidos ou campos 3D.
Um terceiro processo, baseado no princípio de Huygens, tenta reconstruir a localização das ondas gravadas dentro do espaço de escuta, método conhecido como holograma de áudio. Existem dois exemplos: o primeiro deles é o Ambisonics, que reconstrói exatamente o som. A segunda forma, chamada síntese de campo de ondas (WFS), produz um campo sonoro que tem o mesmo nível de erro em toda área. A WFS requer um grande número de alto-falantes e uma quantidade considerável de computadores para produzir este resultado, enquanto para Ambisonics, há uma quantidade significante de programas disponíveis, tanto grátis como comerciais, para produzir este efeito.

## Formatos populares de som surround
- O discreto som Surround 5.1 no em discos digitais de áudio (DVD-A) ou super discos de áudio (SACD)
- Som Quadrifónico
- Som Surround Dolby 5.1
- Som DTS, em discos digitais de vídeo (DVD-V), e som surround em formato MP3.